# Kogi (Bundesstaat)

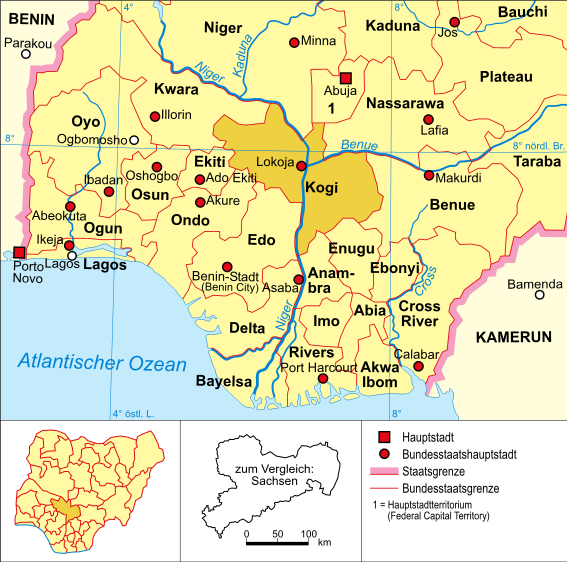
Lage von Kogi in Nigeria

Kogi ist ein Bundesstaat des westafrikanischen Landes Nigeria mit der Hauptstadt Lokoja. Die größte Stadt des Bundesstaates ist Okene mit 479.217 Einwohnern (2005).

## Geografie
Der Bundesstaat liegt in der südlichen Mitte des Landes und grenzt im Norden an das Federal Capital Territory, im Nordwesten an den Bundesstaat Niger, im Nordosten an den Bundesstaat Nassarawa, im Südwesten an die Bundesstaaten Ondo und Edo, im Südosten an die Bundesstaaten Anambra und Enugu, im Westen an die Bundesstaaten Ekiti und Kwara und im Osten an den Bundesstaat Benue. Mit neun Nachbarbundesstaaten hat Kogi die meisten eines nigerianischen Bundesstaates, das Federal Capital Territory mit der Hauptstadt Abuja ist kein Bundesstaat.

## Bevölkerung
Die Bevölkerung ist überwiegend christlich, daneben gibt es im Norden Muslime und Anhänger traditioneller Religionen. Zum neuen römisch-katholischen Bischof in der Hauptstadt Lokoja ernannte am 11. November 2005 Papst Benedikt XVI. Martin Dada Abejide Olorunmolu, den bisherigen Professor für Heilige Schrift am Katholischen Institut von Westafrika in Port Harcourt.

## Liste der Gouverneure und Administratoren
- Patrick Aziza (Administrator 1991–1992)
- Abubakar Audu (Gouverneur 1992–1993)
- P. U. N. Omeruo (Administrator 1993–1996)
- B. L. Afakirye (Administrator 1996–1998)
- Augustine Aniebo (Administrator 1998–1999)
- Abubakar Audu (Gouverneur 1999–2003)

## Verwaltung
Er gliedert sich in 21 Local Government Areas. Diese sind: Adavi, Ajaokuta, Anpka, Bassa, Dekina, Ibaji, Idah, Igalamela-Odolu, Ijumu, Kabba-Bunu, Kogi, Lokoja, Mopa-Muro, Ofu, Ogori-Magongo, Okehi, Okene, Olamaboro, Omala, Yagba East und Yagba West.

## Wirtschaft
Die Landwirtschaft und der Bergbau sind die bedeutendsten Wirtschaftszweige in Kogi. Die ökologischen und klimatischen Verhältnisse begünstigen den Anbau von Yams, Maniok, Sojabohnen, Mais, Hirse, Reis, Kokosnüssen, Bohnen, Kakao und Kaffee.
Der Bundesstaat ist reich an Bodenschätzen ausgestattet. Es werden Eisenerz, Glimmer, Marmor, Kalkstein, Kohle, Erdöl, Gold, Kaolin, Kassiterit, Columbit, Tantalit, Feldspat und Dolomit gefördert.
Kogi gehört zu den industriell entwickelten Bundesstaaten in Nigeria. Dort befinden sich eine Anzahl Industrieunternehmen. Dazu gehören unter anderem: Ajaokuta Iron and Steel Complex (ASC), Jakura Marble, Valley Food, Mopa Okura Sawmill, Idah Ceramic Company, Oil Palm Company und Nigeria Iron-Ore Manufacturing Company (NIOMCO).

## Orte
- Idah
- Koton Karifi